# Kinesisk bambuhöna
Kinesisk bambuhöna (Bambusicola thoracicus) är en fågel i familjen fasanfåglar inom ordningen fasanfåglar.

## Kännetecken

### Utseende
Kinesisk bambuhöna är en rätt stor (28-33 cm) och knubbig rapphöneliknande hönsfågel. Den har en distinkt ansiktsteckning med blågrått i pannan, på övre delen av bröstet samt som ett ögonbrynsstreck medan resten av huvudet är kastanjebrunt. Ovansidan är brun till kastanjebrun med svartvita fläckar på manteln och vingtäckarna. Övergumpen är gråbrun och stjärten fint bandad med rostbruna yttre stjärtpennor. Nacken är blågrå och resten av undersidan beige, kraftigt fläckad på flankerna. Näbben är gråsvart, benen grågröna.

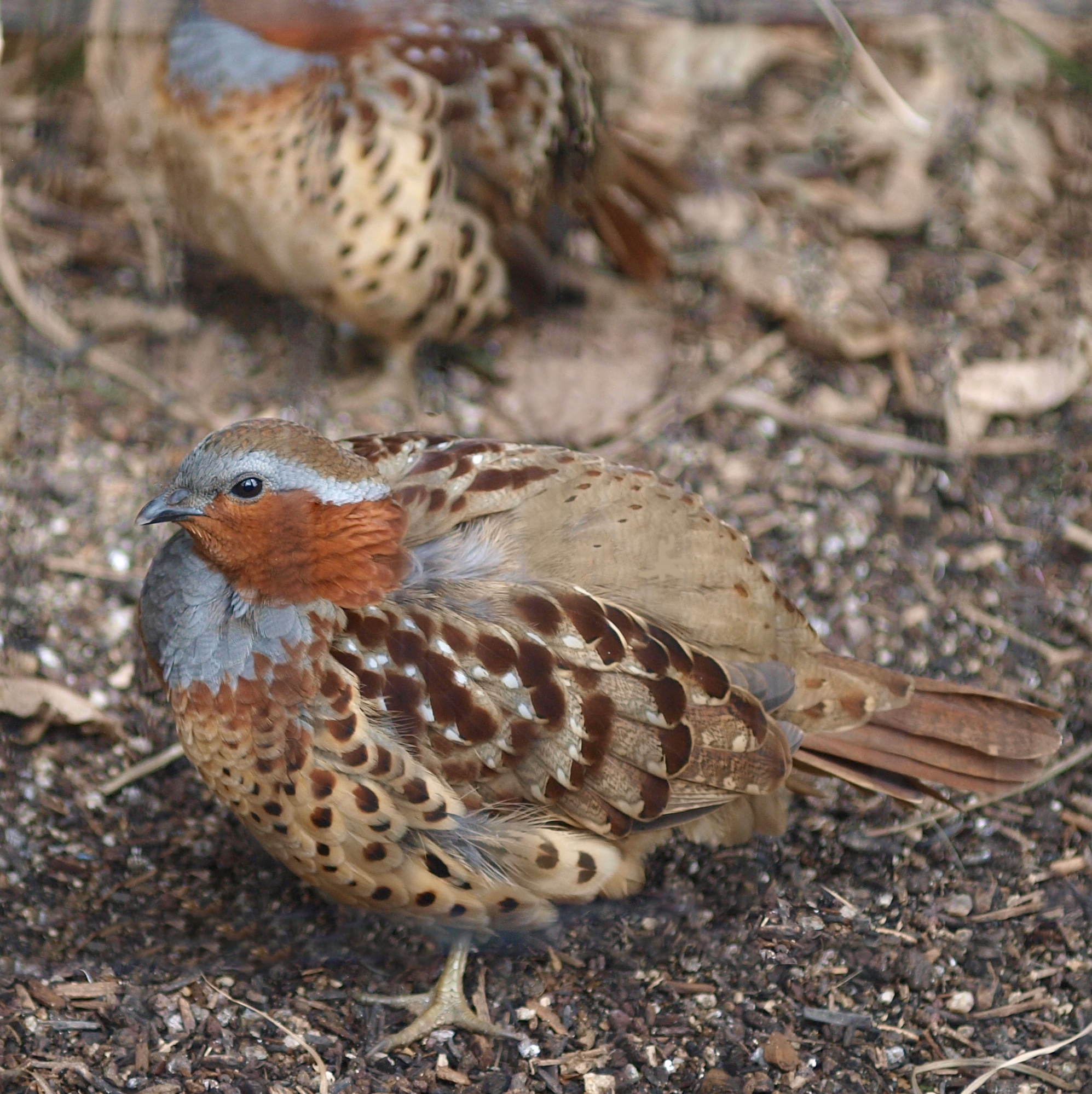

Taiwanbambuhöna, som tidigare behandlades som en del av kinesisk bambuhöna, är mycket lik men är kastanjebrun endast på hake och strupe samt har mörkare undersida med större och mer utbredda kastanjefärgade fläckar, färre vita fläckar ovan och mörkare grågrön från rygg till stjärt.

### Läten
Kinesisk bambuhöna är en mycket ljudlig fågel där hanarna ofta sjunger i kör vid skymning och gryning. Par sjunger också duett med varandra, ett i engelsk litteratur återgett "chottokoi chottokoi" eller "pippyu kwai pippyu kwai" som stiger i ett crescendo.

## Utbredning
Kinesisk bambuhöna förekommer i södra och centrala Kina, från östra Sichuan österut till Fujian och södra Zhejiang samt i sydost genom Guizhou till norra Guangdong. Den är även införd i Japan där den etablerat frilevande populationer på Honshu söder om Miyago, men även på Sado, Tshushima, Izuöarna och Iwoöarna.

## Systematik
Tidigare betraktades taiwanbambuhöna (Bambusicola sonorivox) som en underart till kinesisk bambuhöna, men dessa skiljer sig tydligt åt genetiskt och utseendemässigt. Den behandlas som monotypisk, det vill säga att den inte delas in i några underarter.

## Levnadssätt
Kinesisk bambuhöna är en social men skygg fågel som påträffas i bambu, busk- och gräsmarker upp till 1000 meters höjd, på vissa platser upp till 2000 meter. I Japan påträffas den även i städsegrön skog med tät undervegetation, i skogslandskap och i parker. Den lever av frön, nötter, skott, löv och ryggradslösa djur, i Japan vandringsgräshoppor, termiter och myror. Arten är stannfågel men vissa rör sig till lägre liggande områden vintertid.

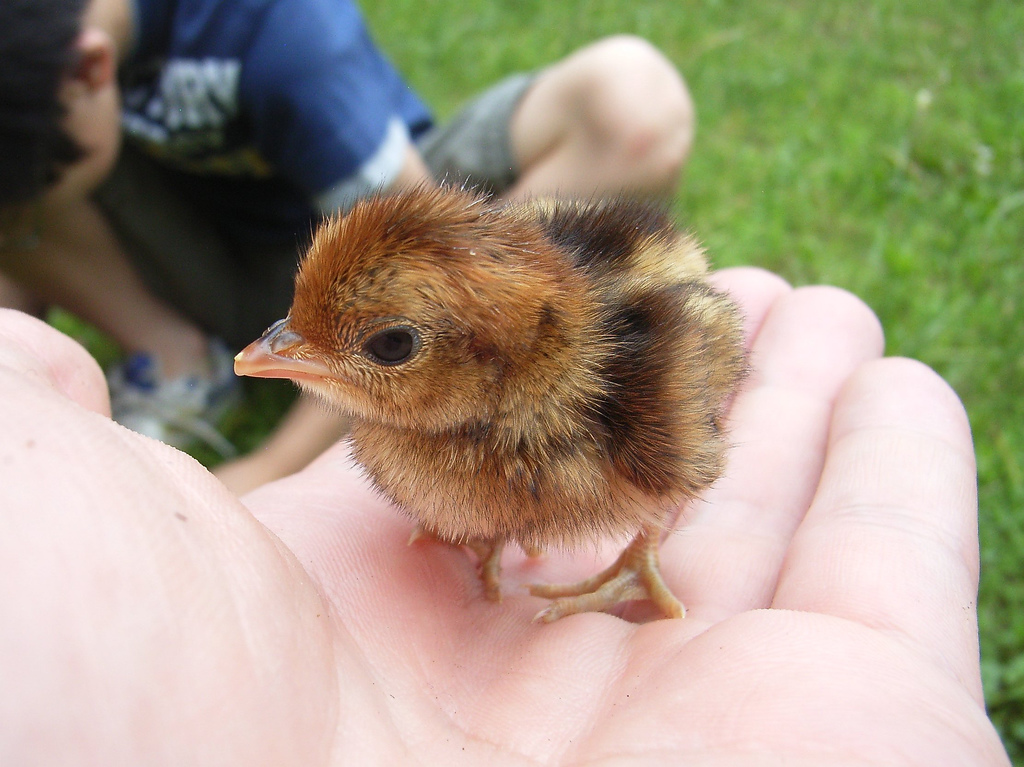

## Status och hot
Arten har ett stort utbredningsområde och en stor population, men tros minska i antal till följd av jakt samt habitatförlust orsakat av jordbruk och urbanisering. Den minskar dock inte tillräckligt kraftigt för att den ska betraktas som hotad. Internationella naturvårdsunionen IUCN kategoriserar därför arten som livskraftig (LC). Världspopulationen har inte uppskattats men den beskrivs som vanlig i många områden.